# جاش وایز
جاش وایز (انگلیسی: Josh Wise؛ زادهٔ ۳۱ ژانویهٔ ۱۹۸۶) یک هنرپیشه اهل ایالات متحده آمریکا است.